# ルートヴィヒ・フォン・ランゲンマンテル
ルートヴィヒ・フォン・ランゲンマンテル（Ludwig von Langenmantel、Ludwig Langenmantel von Westheim とも、1854年4月4日 - 1922年10月6日）は、ドイツの画家である。ミュンヘンで働き、歴史画や風俗画を描いた。

## 略歴
現在のバイエルン州のケルハイム（Kelheim）で生まれた。アウクスブルクの貴族の家柄で、父親のオットー・フォン・ランゲンマンテル（Otto von Langenmantel: 1816–1875）は有名な建築家であった。母方の祖父アルブレヒト・アダム（1786-1862）は戦場の場面を描くのが得意な画家で、母方の叔父たちの多くが画家として有名であった。
子供時代に祖父、アルブレヒト・アダムの工房で絵を描き始め、1869年にミュンヘン美術院に入学し、1874年にカール・フォン・ピロティの学生になった。1874年にはアンハルト＝デッサウ公爵の娘の絵の教師に選ばれた。
歴史画や風俗画を描いて、画家として知られるようになり、1876年にはフランスの化学者ラヴォアジエの逮捕を題材に描き、1879年には15世紀の宗教家サヴォナローラが題材の作品を描いた。
1885年にバイエルン王ルートヴィヒ2世からの注文でヘレンキームゼー城のスープラポルト（扉上の小壁部）の装飾のために、ネールウィンデンの戦いなど場面を描いた。
1886年から1919年の間はミュンヘンンの王立工芸学校（Königlichen Kunstgewerbeschule München）の教授を務めた。ランゲンマンテルが教えた学生には、ハインリヒ・シュトリーフラー（Heinrich Strieffler: 1872-1949）がいる。この時期、ルクセンブルク大公宮の天井画も描いた。
1922年にミュンヘンで亡くなった。娘のエルマ・フォン・ランゲンマンテル（Erna von Langenmantel-Reitzenstein: 1890–1968）は彫刻家、工芸家として知られている。

## 作品

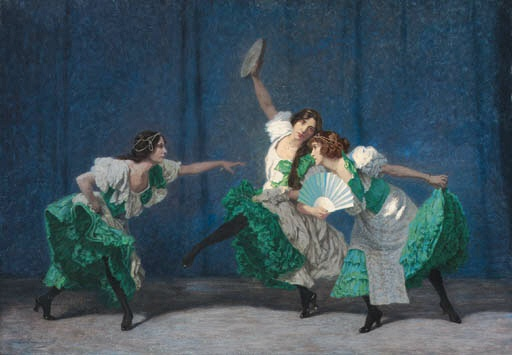
スペインのダンサー (1905)
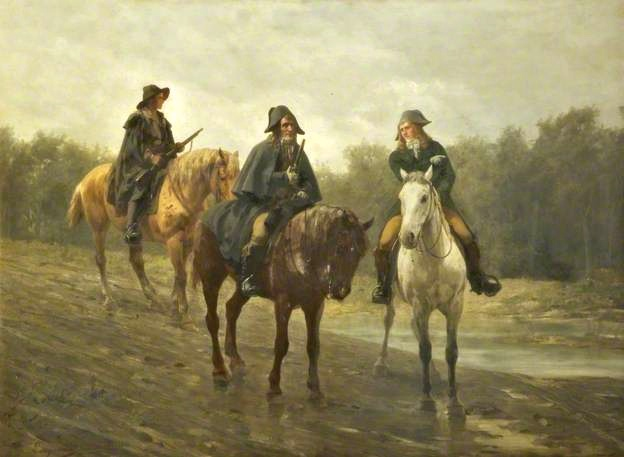
巡察部隊 (1910)
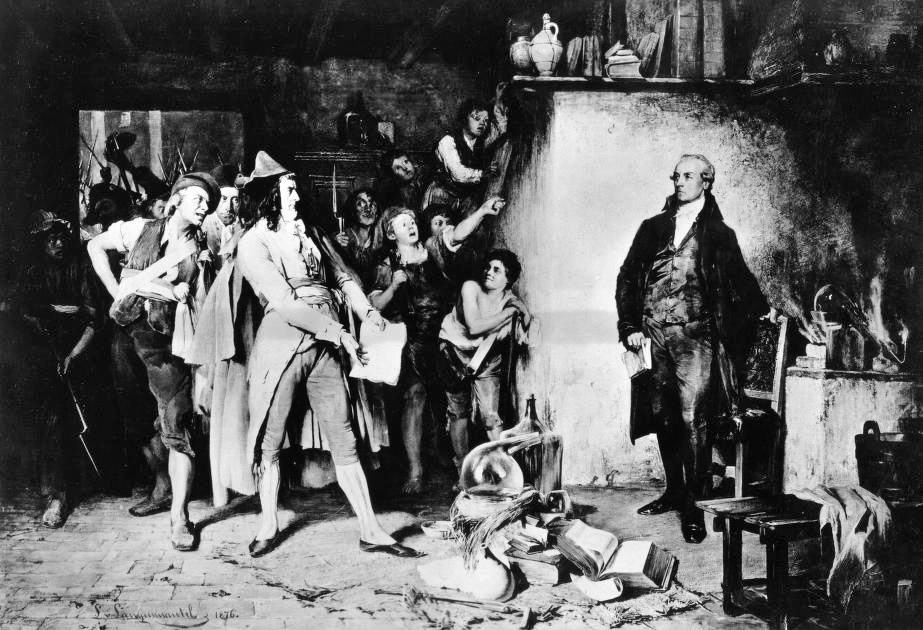
ラヴォアジエの逮捕

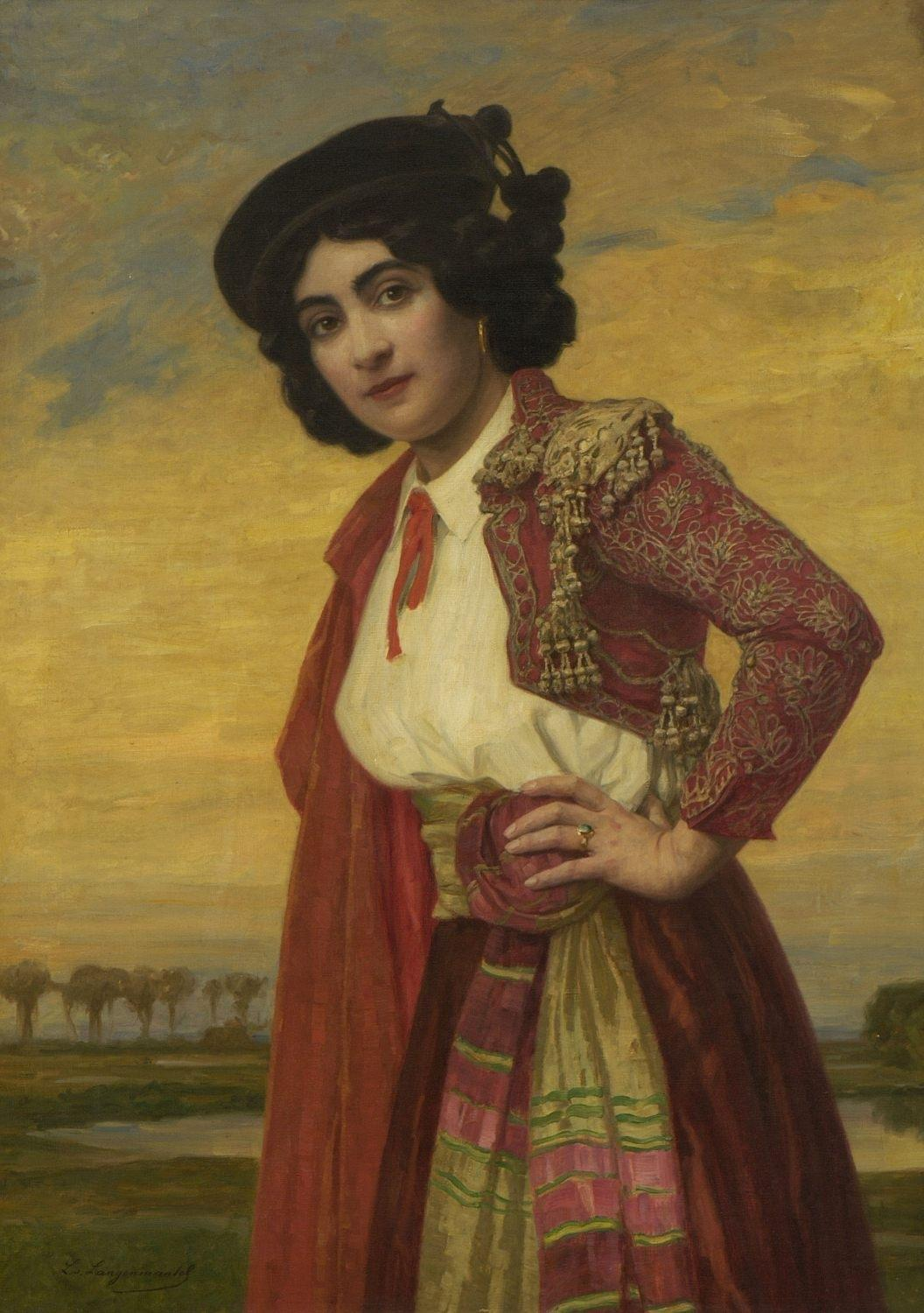
スペイン風の衣装を着た女性の肖像画
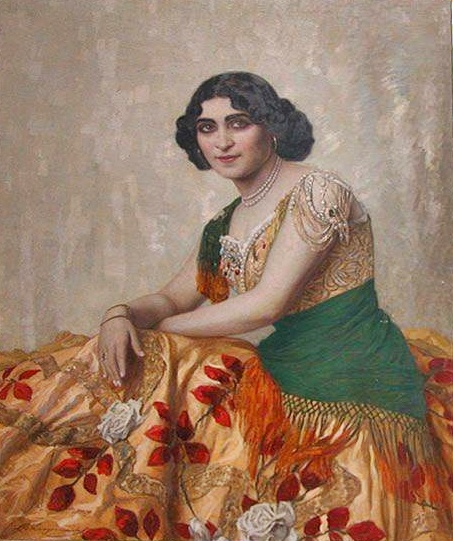
スペイン風の衣装を着た女性の肖像画
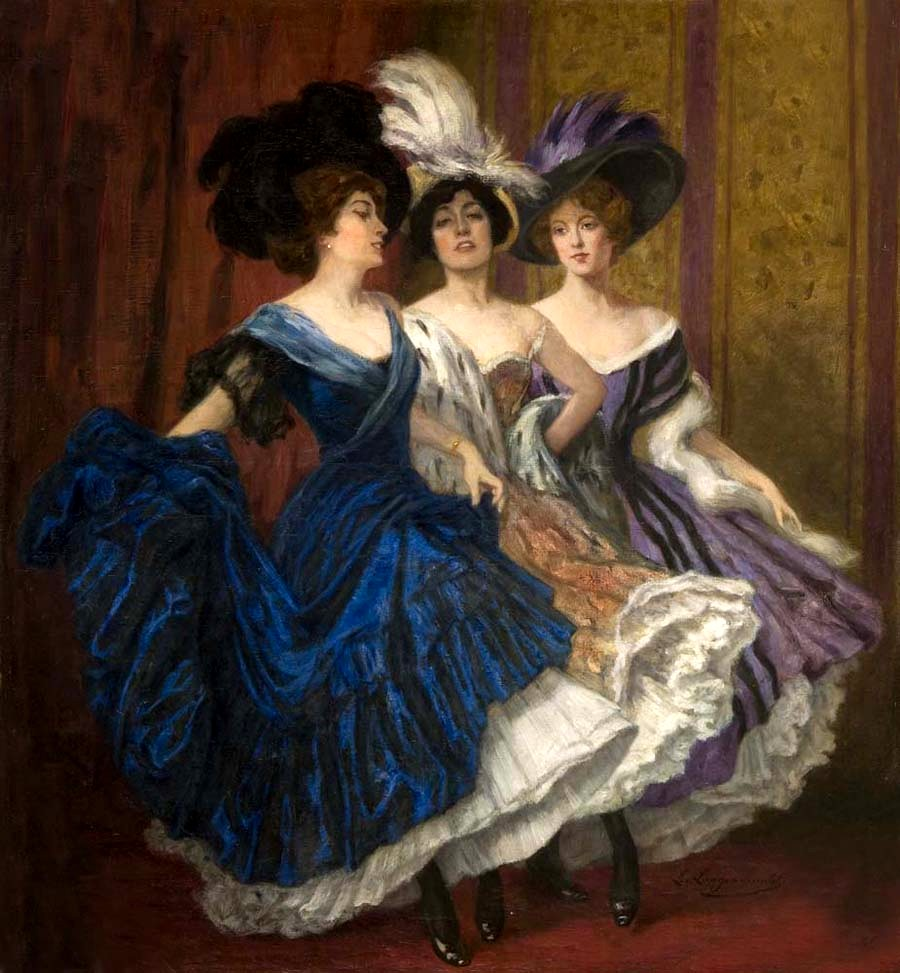
3人のダンサー (1910)
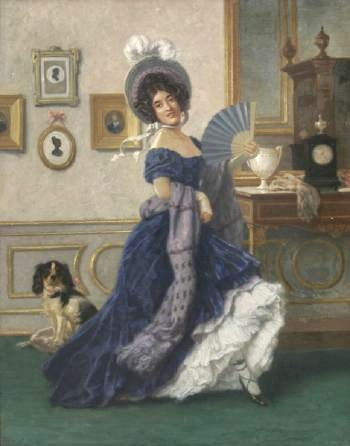
扇を持つ女性